# Marc-André ter Stegen
Marc-André ter Stegen , nemški nogometaš, * 30. april 1992, Mönchengladbach, Nemčija.
Marc-André ter Stegen igra kot vratar za Barcelono in nemško nogometno reprezentanco.